# Denise Klecker
Denise Klecker (Mainz, 26. siječnja 1972.) je njemačka hokejašica na travi. Igra na položaju obrambene igračice.

Poznata je po izvođenju kaznenih udaraca iz kuta.
Bila je sudionicom OI 2004. u Ateni, na kojima je osvojila zlatno odličje.

## Sudjelovanja na velikim natjecanjima
- 1995. – europsko prvenstvo u Amstelveenu, brončano odličje
- 1995. – Trofej prvakinja u Mar del Plati, 4. mjesto
- 1997. – Trofej prvakinja u Berlinu, srebrno odličje
- 1998. – dvoransko europsko prvenstvo u Orenseu, zlatno odličje
- 1998. – svjetsko prvenstvo u Utrechtu, brončano odličje
- 1999. – europsko prvenstvo u Kölnu, srebrno odličje
- 2000. – izlučna natjecanja za OI 2000. u Milton Keynesu, 3. mjesto
- 2000. – Trofej prvakinja u Amstelveenu,  srebrno odličje
- 2000. – olimpijske igre u Sydneyu, 7. mjesto
- 2002. – dvoransko europsko prvenstvo u Les Ponts de Ceu, zlatno odličje
- 2002. – svjetsko prvenstvo u Perthu, 7. mjesto
- 2003. – dvoransko svjetsko prvenstvo u Leipzigu, zlatno odličje
- 2003. – Champions Challenge u Cataniji, zlatno odličje
- 2003. – europsko prvenstvo u Barceloni, brončano odličje
- 2004. – olimpijske igre u Ateni, zlatno odličje

## Vanjske poveznice
- Hockey Olimpica Podatci